# 穆特湖
46°51′49″N 9°1′38″E / 46.86361°N 9.02722°E

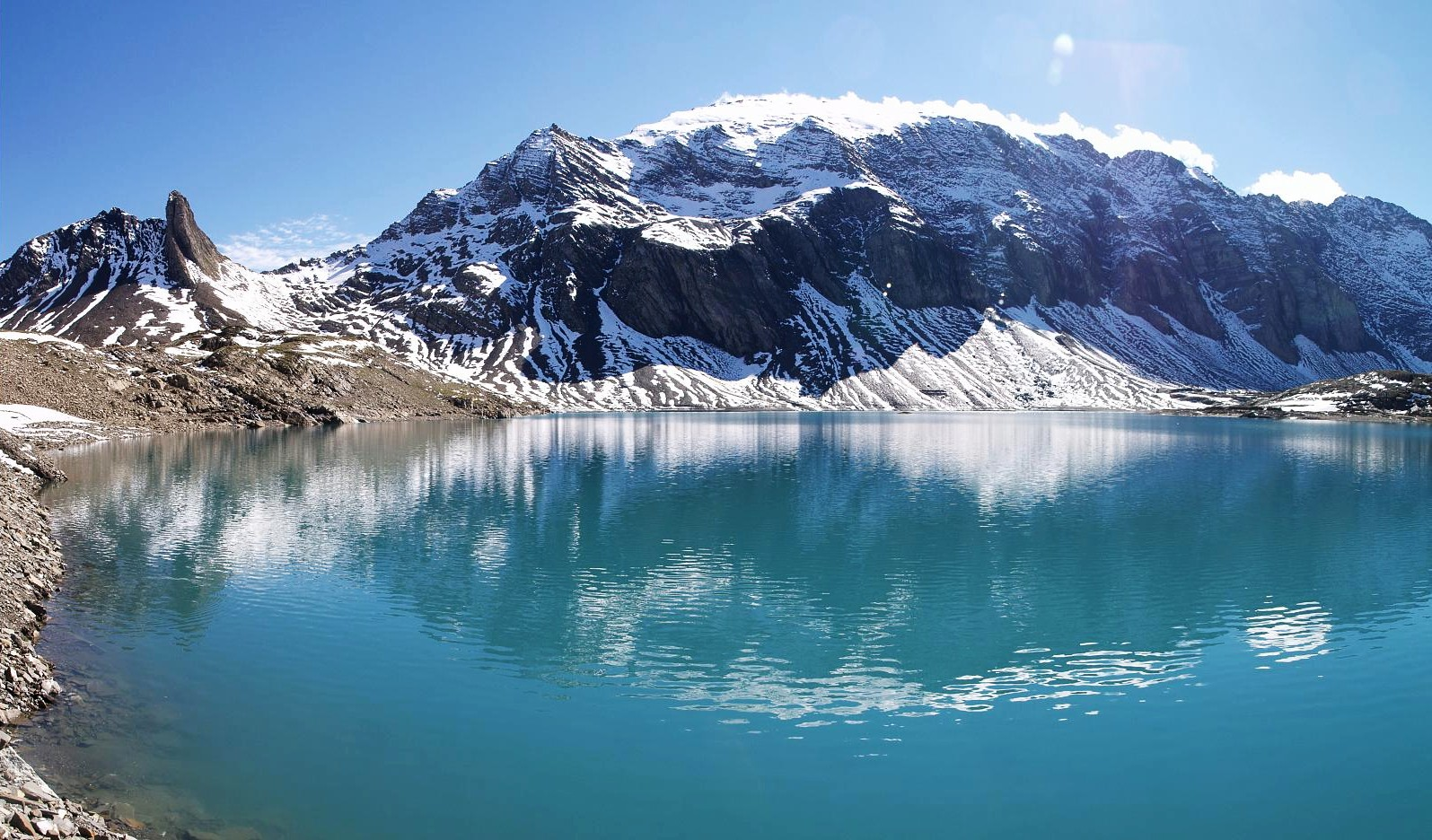

穆特湖（Muttsee），是瑞士的湖泊，位於該國東部，由格拉魯斯州負責管轄，面積0.42平方公里，海拔高度2,446米，該湖泊建有1,054米水壩，用以水力發電。